# Les très riches heures du duc de Berry

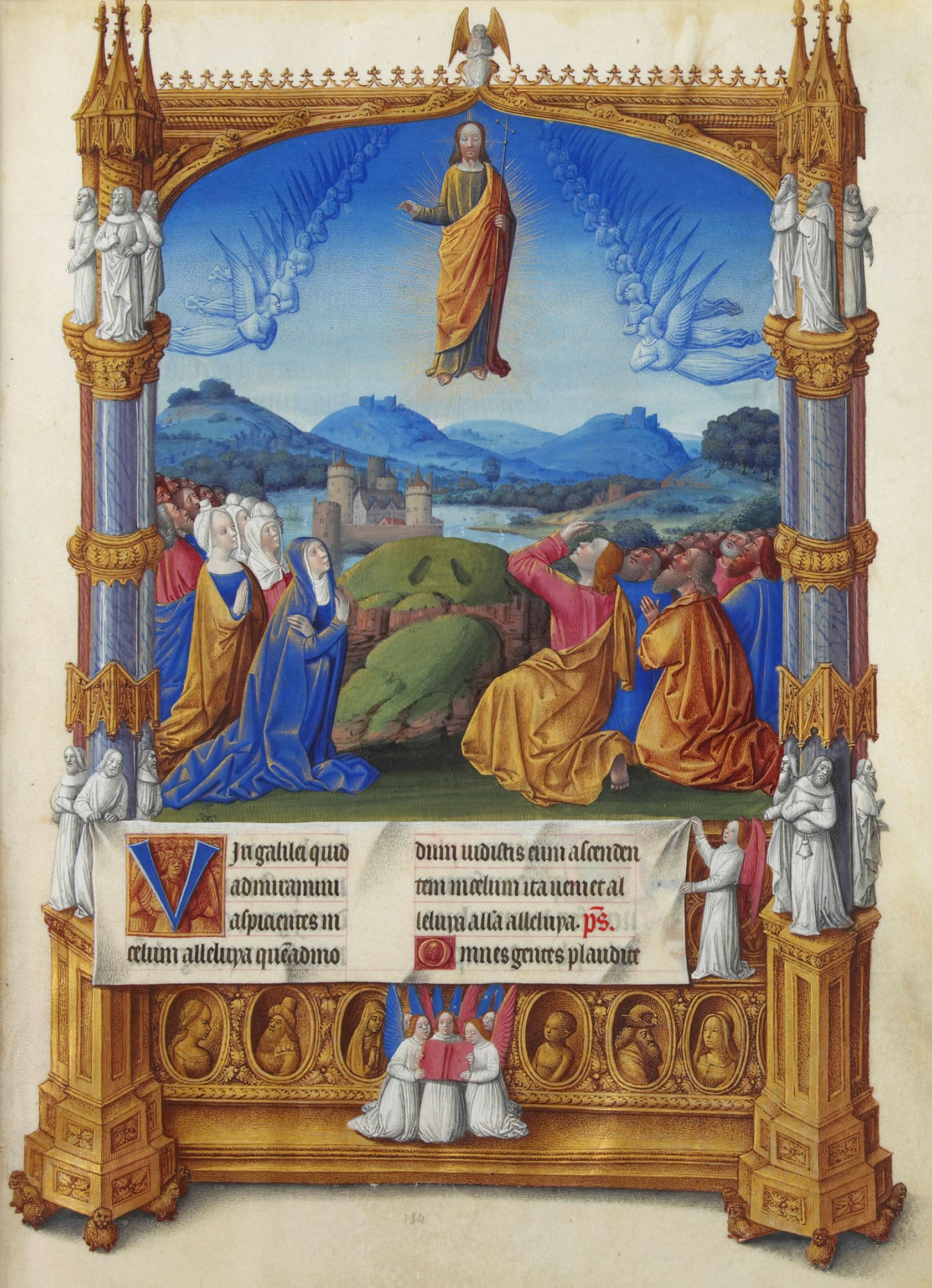
A Ascensão de Jesus, folio 184r

Les très riches heures du duc de Berry ou simplesmente Les très riches heures (em português: As riquíssimas horas do duque de Berry) é um livro de horas ricamente ilustrado. Contém, como todo livro de horas, orações a serem ditas a cada hora canônica do dia. Foi encomendado por João, duque de Berry aproximadamente em 1410. Provavelmente é o mais importante livro de horas do século XV, conhecido como lê roi dês manuscrits enluminés (o rei dos manuscritos iluminados).

## Obra
São 512 páginas, das quais aproximadamente a metade são páginas inteiras de miniaturas que estão entre o que há de mais expressivo do gótico internacional, não obstante seu reduzido tamanho. Há trezentas letras capitais decoradas. O livro demandou quase um século de dedicação, conduzidos em três diferentes momentos por Barthélemy van Eyck, Jean Colombe e ainda os Irmãos Limbourg. Atualmente encontra-se no Château de Chantilly, em França.
Entre outras destaca-se as representações dos meses do ano com os respectivos trabalhos a eles relacionados, quase sempre agrícolas.
Era comum em um livro de horas a presença de figuras representando as estações do ano. Porém, as ilustrações dos meses no Três riches heures tem algo de inovador: temas, composição, técnica de execução, demonstram isso. Muitas mostram castelos do duque ao fundo, e são repletas de detalhes sobre os divertimentos e sobre os Trabalhos do Mês (um ciclo de doze cenas comuns na Idade Média e início da Renascença referentes as atividades usuais de cada mês). Tanto a corte do duque como os servos da terra estão presentes, cada ilustração é encimada pelo hemisfério apropriado e pela carruagem solar, pelos signos e graus do zodíaco, pelos dias do mês, assim como referências ao Martirológio Romano.

## Aspectos técnicos
São duzentos e seis fólios, dos quais mais da metade são ilustrações de página inteira em um formato de 21 centímetros de largura por 29 centímetros de altura. Os pigmentos eram obtidos de matéria mineral ou por processos químicos, usando a goma-arábica como cola. Por exemplo, o verde era obtido a partir de malaquita e o azul de lápis-lazúli. Produtos obtidos a um preço considerável no Médio Oriente.

## Os meses
- «Janeiro». : Um banquete de ano-novo com o duque à direita, vestindo uma túnica azul.
- «Fevereiro». : Um dia típico de inverno. Servos aquecem-se junto ao fogo, outros cortam árvores e ainda, outros vão ao mercado.
- «Março». : Uns semeiam o campo. Ao fundo está o Château de Lusignan, uma das residências do duque.
- «Abril». : Um jovem casal troca alianças. Ao fundo o Château de Dourdan.
- «Maio». : Jovens nobres a cavalo. Ao fundo o Palais de la Cité em Paris.
- «Junho». : Colheita. Ao fundo o Hôtel de Nesle.
- «Julho». : Tosquia de ovelhas. Ao fundo o Château de Clain próximo a Poitiers.
- «Agosto». : Nobres com falcões. Ao fundo o Château d'Étampes.
- «Setembro». : Colheita das uvas. Ao fundo o Château de Saumur.
- «Outubro». : Cultivo dos campos. Ao fundo o Louvre.
- «Novembro». : Um servo alimenta os porcos.
- «Dezembro». : A caça de um javali. Ao fundo o Château de Vincennes.

## Artistas
O Très riches heures foi iluminado (pintado) entre 1412 e 1416 pelos Irmãos Limbourg para o duque. A escrita, as letras capitais iluminadas, a decoração das bordas foram executadas em sua maioria por artistas que remanescem desconhecidos. Os Irmãos Limbourg deixaram o livro por acabar quando de sua morte (e do duque também, em 1416 possivelmente vítimas da peste negra). A obra passou para o primo do duque, René d'Anjou que comissionou um artista desconhecido (o chamado Mestre das Sombras) que, na verdade, provavelmente era Barthélemy van Eyck que trabalhou no livro na década de 1440. Quarenta anos mais tarde, Carlos I, Duque de Saboia, atribuiu a Jean Colombe a tarefa de terminar as pinturas, algo entre 1485 e 1489.
As pinturas de Colombe são facilmente reconhecidas, assim como as do Mestre das Sombras. Desde o primeiro momento várias mãos têm sido identificadas na obra e Pognon dá o seguinte esquema para as principais miniaturas do calendário:
- Janeiro: o pintor da corte;
- Fevereiro: o pintor campestre;
- Março: pintor da corte (paisagens) e Mestre das Sombras (Barthélemy van Eyck) para as figuras;
- Abril: pintor da corte
- Maio: pintor da corte
- Junho: pintor campestre
- Julho: pintor campestre
- Agosto: pintor da corte
- Setembro: pintor campestre (paisagem) e Mestre das Sombras (figuras)
- Outubro: Mestre das Sombras
- Novembro: Jean Colombe
- Dezembro: Mestre das Sombras

E ainda, Pognon identifica o pintor pio que pintou muitas das cenas religiosas. O pintor da corte, o campestre e o pio provavelmente referem-se aos três irmãos Limbourg, ou, talvez, outros artistas de seu estúdio. E de notar-se que há outras análises e divisões do trabalho propostas por outros estudiosos do assunto.